# Dan Starkey
Dan Starkey est un acteur britannique, né le 27 septembre 1977 en Angleterre.

## Filmographie

### Cinéma
- 2004 : Fix : Drifter
- 2008 : Listen to the Words : Toby
- 2015 : Alex the Vampire : Dan
- 2015 : Act of Kindness : le berger
- 2018 : Sherlock Gnomes : Gregson et le journaliste
- 2018 : The Coming of the Martians : Ogilvy
- 2019 : Love Type D : Roland
- 2019 : Bygone Broncos : Randy
- 2020 : Strax Saves the Day : Strax
- 2023 : Sacrées Momies : Danny
- 2023 : Soundproof : le chanteur ivre

### Télévision
- 2008-2021 : Doctor Who : Strax, commandant Skor, Kragar et autres personnages (13 épisodes)
- 2011 : The Sarah Jane Adventures : Plark (2 épisodes)
- 2011-2012 : Doctor Who: The Lost Stories : Barclay et autres personnages (3 épisodes)
- 2012 : Casualty : Wally St Clare (1 épisode)
- 2012-2014 : Sorciers vs Aliens : Randal Moon (27 épisodes)
- 2013 : The Five(ish) Doctors Reboot : Dan Starkey
- 2015 : Doctor Who: Dark Eyes : un guide et un policier (2 épisodes)
- 2015 : Inside No. 9 : Clive (1 épisode)
- 2016 : The Proms : Joseph Haydn (1 épisode)
- 2016-2017 : Class Dismissed : Dave, M. Potter, Stanley Bleacher et autres personnages (24 épisodes)
- 2017 : Graceless : Chaff (6 épisodes)
- 2019 : Good Omens : un passant (1 épisode)
- 2019 : Years and Years : M. Briscoe (1 épisode)
- 2020 : EastEnders : Douglas (1 épisode)
- Brassic : Glen Glenson (2 épisodes)

### Jeu vidéo
- 2011 : Doctor Who: The Adventures Games : Major Kaarsh et les Sontarans
- 2014 : The Doctor and the Dalek : Major Skar et les Sontarans
- 2015 : Lego Dimensions : Strax
- 2020 : Troy: A Total War Saga : voix additionnelles
- 2022 : Warhammer 40,000: Darktide : Le Seer, Psyker et un serviteur
- 2023 : Ghostbusters: Rise of the Ghost Lord : voix additionnelles
- 2024 : Eiyuden Chronicle: Hundred Heroes : Cocteau, Douglas et Mandie